# Анні Безант
Анні Безант (англ. Annie Besant; 1 жовтня 1847, Ламбет, Англія, Британська імперія — 20 вересня 1933, Ад'яр, Британська Індія) — британська теософиня, борчиня за права жінок, письменниця і ораторка, борчиня за незалежність Індії.

## Життєпис
У двадцятирічному віці одружилася з Франком Безантом, однак незабаром розлучилася через релігійні переконання. Живучи у Лондоні, стала відомою ораторкою у секуляристському товаристві, подругою письменника Чарлза Бредлоу. Довгий час разом з Чарлзом Бредлоу зазнавала переслідувань за публікацію книги, присвяченої веденню контролю за народжуваністю. Через скандал навколо цієї прогресивної книги Бредлоу та Безант набули популярності, у 1880 році Бредлоу обрано до парламенту Нортгемптона.

## Діяльність
Брала участь в організації гучних політичних акцій, включно з демонстрацією «Кривавої неділі» У 1887 році та страйку робітниць лондонської сірникової фабрики у Лондоні у 1888 році. Була активною учасницею Фабіанського товариства та маркситської соціал-демократичної федерації, також обрана до Шкільного комітету Лондона, незважаючи на те, що переважна більшість жінок у той час не мала права голосу. 1889 року після знайомства з Оленою Блаватською зацікавилася теософією. Подорожувала Індією, у 1898 році приєдналася до організації Центральний коледж Хінду.
У 1902 році Анні Безант заснувала Міжнародний масонський орден в Англії і впродовж кількох наступних років — масонські ложі у різних частинах Британської імперії.
У 1907 році стала президентом Теософського товариства й почала його переорієнтацію з буддизму в індуїзм. Брала активну участь у політичному житті Індії, згодом увійшла в Індійський національний конгрес. З початком Першої світової війни 1914 року стала однією з організаторів Ліги самоврядування Індії, яка почала кампанію за демократизацію Індії та визнання її статусу домініона Британської імперії. Кульмінацією кампанії стало обрання Анні Безант президентом національного конгресу Індії наприкінці 1917 року. Отож, з того часу і до самої смерті 1933 року очолювала кампанію за незалежність Індії.

### Співпраця із Чарльзом Ледбітером

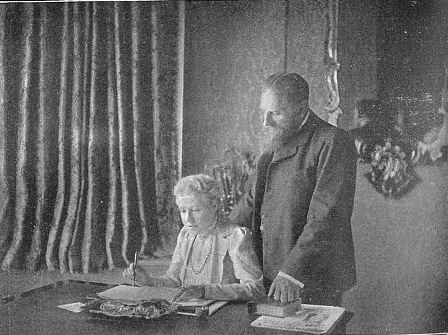
Анні Безант і Чарльз Ледбітер у Лондоні, 1901 рік

У 1894 році Безант познайомилася з Чарльзом Ледбітером, у минулому — англіканським священником, котрий незабаром став «відомим екстрасенсом Теософського товариства». З 1884 по 1888 рік Ледбітер пройшов курс медитативної практики, яка «пробудила у ньому ясновидіння». Співпрацюючи з Ледбітером, Безант розвивала своє особисте «психічне бачення позаземних світів та реінкарнація минулих життів». Для неї ця співпраця була надзвичайно важливою, адже вона могла таким чаном емпірично довести недопустимість атеїзму. До зустрічі з Ледбітером Безант не помічала у собі жодних здібностей до яснобачення, але вони з'явилися, тому з 1895 року теософські журнали почали друкувати звіти їх спільних досліджень астрального та ментального планів, життя після смерті та реінкарнації. У серпні 1895 року Безант запропонувала Ледбітеру переїхати до Лондонської штаб-квартири Теософського товариства, і він отримав посаду помічника секретаря Європейської секції Т. Т. Починаючи з 1895 року, Безант і Ледбітер досліджували реінкарнацію минулих життів теософів і «тонку матерію всесвіту», опублікуваши книгу «Окультна хімія». З 1895 по 1899 Ледбітер у співавторстві з Безант опублікував серію статей, які й були покладені в основу книги «Окультна хімія», що вийшла друком у 1908 році та «Мислеформи»..
На думку Роберта Елвуда, книга «Мислеформи» мала великий вплив на сучасне мистецтво. Адже «тонкі енергетичні структури», породжені різним почуттями та емоціями, в інтерпетації дослідників-ясновидців через яскраві кольорові ілюстрації.
Результати своїх досліджень Безант і Ледбітер опублікували у книзі «Людина: звідки, як і куди». Шість останніх розділів книги Ледбітер написав без співавтора, хоча існує думка, що Анні була лише номінальною співавторкою. Персони, про яких йшла мова у книгах, за твердженням авторів, належали до «групи служителів», які виконували накази Окультної ієрархії адептів і втілювались у потрібних місцях у різні періоди історії, щоб «сприяти прогресу людства». Безант обрала для себе псевдонім «Геракл» з метою наштовхнути читача на думку про величезну «внутрішню силу», яку вона виявляє через свої перевтілення. Безант вважала, що у IV столітті нашої ери вона була Гіпатією — філософинею-неоплатоніком з Александрії, що загинула від рук натовпу фанатів-християн. Також вона вважала, що наступною після реінкарації Гіпатії була Джордано Бруно, домінікамським монахом, котрого за його «пантеїзм» спалили на вогнищі у 1600 році.

### Боротьба за права жінок

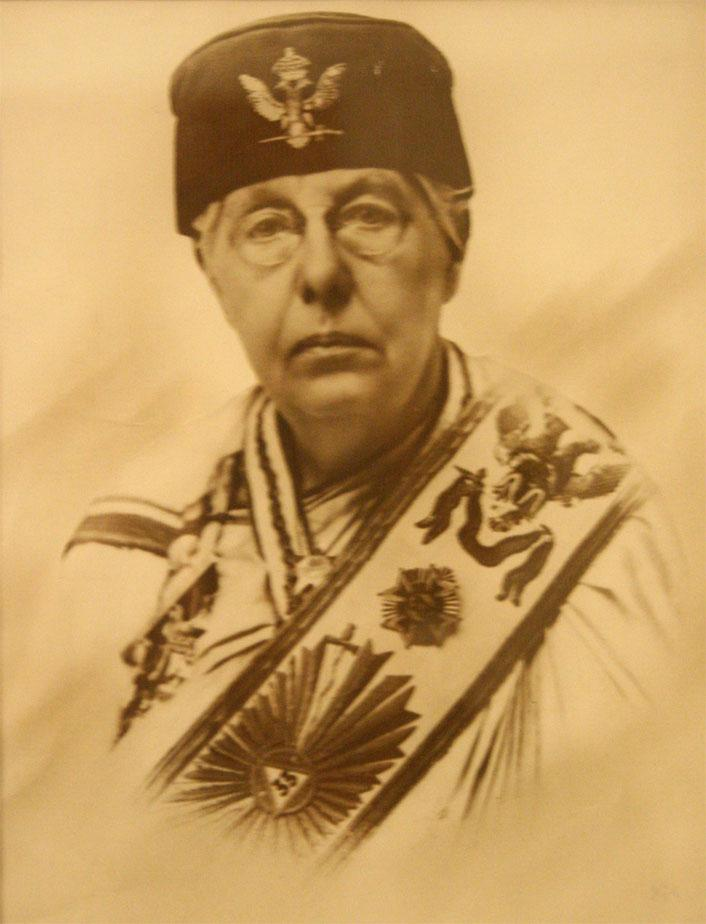
Анні Безант у регаліях великого командора (33°)

Анні Безант активно брала участь у боротьбі за права жінок, і спрямувала інтерес до масонства і подальше керівництво і активність в ньому на феміністичну боротьбу. Вона брала участь у масонстві з однаковою енергією, але коли очолила Міжнародний змішаний масонський орден Право людини, то направила зусилля на «спийняття жінок нарівні з чоловіками». Безант бачила масонство, зокрема співмасонтство, як розширення інтересу до прав жінок, а також вбачала співмасонство як «рух, який практикує справжнє братерство, у якому чоловіки та жінки працюють спільно для удосконалення людства».

### Участь у масонстві
Теософиня Франческа Арундейл, що супроводжувала Безант до Парижа у 1902 році разом із шістьома друзями, підтвердила, що «всі вони були посвячені, пройшли підвищення у перші три градуси, й Анні повернулася до Англії, маючи хартію для заснування там першої масонської ложі». За досить короткий час Безант створила нові масонські ложі: три у Лондоні, три на півдні Англії, три на Півночі та Північному Заході, а також одну у Шотландії. Подорожуючи у 1904 році зі своїми братами і сестрами, вона зустріла у Голландії інших братів-послушників, які співпрацювали з нею у рамках розширення «Ордена Право людини». Безант продовжувала працювати із таким завзяттям, що найближчим часом заснувала усе нові ложі у Великій Британії, Аідденній Америці, Канаді, Індії, Цейлоні, Австралії та Новій Зеландії. Ложі були об'єднані під іменем «Британської федерації» Безант не лише заснувала Британську федерацію Ордену Право людини, але й стала Великим командором Ордену, маючи ключовий вплив на міжнародний розвиток Ордену..
Англійські масони під впливом теософських ідей, розповсюджених провідними членами ордену, відтворювали деякі види масонської практики, що не зобов'язували до Віри в Бога. Дозвіл на це буі поняттям, відомим як «Погодження Анні Безант» У 1904 році надруковано новий Англійський устав, який затвердив цю вимогу як основну. Цей устав отримав назву «Обряд Драхми», який відомий, як «Обряд Безант-Летбітера». В «Обряді Драхми» було здійснено спробу відновити важливість екзотеричних та містичних аспектів, які теософи вважали серцем масонства, внаслідок чого він перетворився у духовно-зорієнтовану організацію, тому спів-масонство вважається окультним масонством.

## Праці
- The Political Status of Women (1874)
- My Path to Atheism (1877)
- The Law Of Population (1877)
- Marriage, As It Was, As It Is, And As It Should Be: A Plea For Reform (1878)
- Autobiographical Sketches (1885)
- «Why I became a Theosophist» (1889)
- Annie Besant by Annie Wood Besant у проєкті «Гутенберг»  (1893)
- Death — And After? (1893)
- The Building of the Kosmos and Other Lectures. (1894)
- The Ancient Wisdom[ru] (1897)
- Thought Forms (спільно з Ч. Ледбітером) (1901)
- Bhagavad Gita (переклад) (1905)
- Introduction to Yoga (1908)
- Australian Lectures (1908)
- Occult Chemistry[ru] (спільно з Ч. Ледбітером) (1908)
- Man: Whence, How and Whither[ru] (спільно з Ч. Ледбітером) (1913)
- Initiation: The Perfecting of Man (1923)
- The Doctrine of the Heart (1920)
- Esoteric Christianity
- The Future of Indian Politics (booklet), Theosophical Publishing House, Adyar, 1922
- The Case for India by Annie Wood Besant у проєкті «Гутенберг»  The Presidential Address Delivered by Annie Besant at the Thirty-Second Indian National Congress Held at Calcutta 26 December 1917
- Besant, Annie. Man and his bodies. Theosophical Publishing House, London, 1911.
- Besant, Annie. Man's life in this and other worlds. Theosophical Publishing House, Adyar, 1913.
- Besant, Annie. Study in Consciousness — A contribution to the science of psychology. Theosophical Publishing House, Madras, ca 1907.
- Besant, Annie. The Life and Teaching of Muhammad, Madras, 1932
- Besant, Annie and Blavatsky, H P — «Memory and Its Nature», Theosophical Publishing House, Madras, ca 1935.